# Geologia da Antártica
A geologia da Antártica envolve a evolução geológica do continente através dos eons Arqueano, Proterozóico e Fanerozóico.
O estudo geológico da Antártica foi muito prejudicado pelo fato de quase todo o continente ser constantemente envolvido por uma densa camada de gelo. No entanto, novas técnicas, como o sensoriamento remoto, começaram a mostrar as estruturas embaixo do gelo.

## Proterozóico
O craton Mawson da Antártica Oriental e da Austrália conserva sinais de atividade tectônica do Arqueano ao Mesoproterozóico no Terra Adelie, Terra do Rei George V e na Cordilheira Miller das Montanhas Transantárticas centrais.